# Ricky Stanicky
Pour plus de détails, voir Fiche technique et Distribution.
Ricky Stanicky est un film américain réalisé par Peter Farrelly et sorti en 2024.

## Synopsis
Dean, J. T. et Wes sont amis depuis l'enfance. Ils ont jadis inventé un personnage imaginaire, Ricky Stanicky, censé être responsable de leur mauvaise conduite au cours des deux dernières décennies. Lorsque leurs partenaires deviennent méfiantes et demandent à rencontrer Ricky Stanicky, les trois amis décident d'embaucher un acteur-imitateur raté, "Rock Hard" Rod, pour donner vie à ce personnage.

## Fiche technique
Sauf indication contraire, les informations mentionnées dans cette section peuvent être confirmées par la base de données cinématographiques IMDb,  présente dans la section « Liens externes ».
- Titre original : Ricky Stanicky
- Réalisation : Peter Farrelly
- Scénario : Jeff Bushell, Brian Jarvis, James Lee Freeman, Peter Farrelly, Pete Jones et Mike Cerrone, d'après une histoire de David Occhino et Jason Decker
- Musique : Dave Palmer
- Décors : Gary Mackay
- Costumes : Katherine Milne
- Photographie : John Brawley
- Montage : Patrick J. Don Vito
- Production : Paul Currie, Michael De Luca, John Jacobs, Thorsten Schumacher, 
  - Producteurs délégués : Domenic Benvenuto, Gianni Benvenuto, Jeffrey Bushell, Marc S. Fischer, Jackie Fletcher, Wayne Godfrey, Patrick Josten, Walter Josten, Georgina Marquis, Jeff Okin, Jonathan Lynch Staunton, Zac Unterman et Levi Woodward
- Sociétés de production : Footloose Productions, Michael De Luca Productions, Rocket Science et Smart Entertainment
- Société de distribution : Amazon MGM Studios
- Budget : N/A
- Pays de production :  États-Unis
- Langue originale : anglais
- Format : couleur
- Genre : comédie
- Durée : 108 minutes
- Date de sortie[2] : 7 mars 2024 (sur Prime Video)
- Classification[3] :
  - États-Unis : R

## Distribution
- Zac Efron (VF : Yoann Sover ; VQ : Nicolas Charbonneaux-Collombet) : Dean
- John Cena (VF : Raphaël Cohen ; VQ : Frédérik Zacharek) : "Rock Hard" Rod
- Jermaine Fowler (en) (VF : Jhos Lican ; VQ : Lyndz Dantiste) : Wes
- Andrew Santino (en) (VF : Julien Allouf ; VQ : Philippe Martin) : J. T.
- Lex Scott Davis (VF : Corinne Wellong ; VQ : Sofia Blondin) : Erin
- William H. Macy (VF : Jacques Bouanich ; VQ : Jacques Lavallée) : Ted Summerhayes
- Jane Badler : Myriam Summerhayes
- Nathan Jones : Big Ben
- Jim Knobeloch : Billings
- Apple Farrelly : Carly
- Zen Gesner : un employé de World River
- Anja Savcic (VF : Zina Khakhoulia ; VQ : Geneviève Bédard) : Susan
- Daniel Monks (en) (VF : Maxime Baudouin) : Keith

Sources : VF/VQ[réf. nécessaire]

## Production

### Genèse et développement
En mai 2010, il est annoncé que James Franco va joué le rôle-titre d'un film intitulé Ricky Stanicky, basé sur un scénario écrit par Jeff Bushell (en), David Occhino et Jason Decker. Le script figure dans la Black List 2010 des meilleurs scénarios en attente d'acquéreurs. En 2012, James Franco quitte le projet. Joaquin Phoenix est un temps envisagé pour le remplacer.
En avril 2013, il est annoncé que Jim Carrey tiendra le rôle principal dans Ricky Stanicky produit par Summit Entertainment et réalisé par Steve Oedekerk. Ce dernier retravaille le scénario avec Jeff Bushell,,.
En septembre 2022, Peter Farrelly est annoncé comme le nouveau réalisateur de Ricky Stanicky. En 2023, il est révélé que Zac Efron et John Cena ont été approchés pour incarner les personnages principaux. Le scénario est alors retravaillé par Peter Farrelly, Brian Jarvis et James L. Freeman, d'après un script spéculatif de Jeff Bushell et Steve Oedekerk.
En février 2023, il est annoncé qu'Amazon Studios a acquis les droits de distribution. Zac Efron et John Cena sont confirmés, ainsi que Jermaine Fowler (en). Ils sont peu après rejoints par William H. Macy, Anja Savcic, Andrew Santino (en) et Lex Scott Davis.

### Tournage
Le tournage a lieu à Melbourne en Australie en février et mars 2023, alors que l'intrigue se déroule à Providence dans le Rhode Island,,. La production reçoit le soutien financier de programmes locaux comme le Victorian Screen Incentive.